# Galeone da corsa

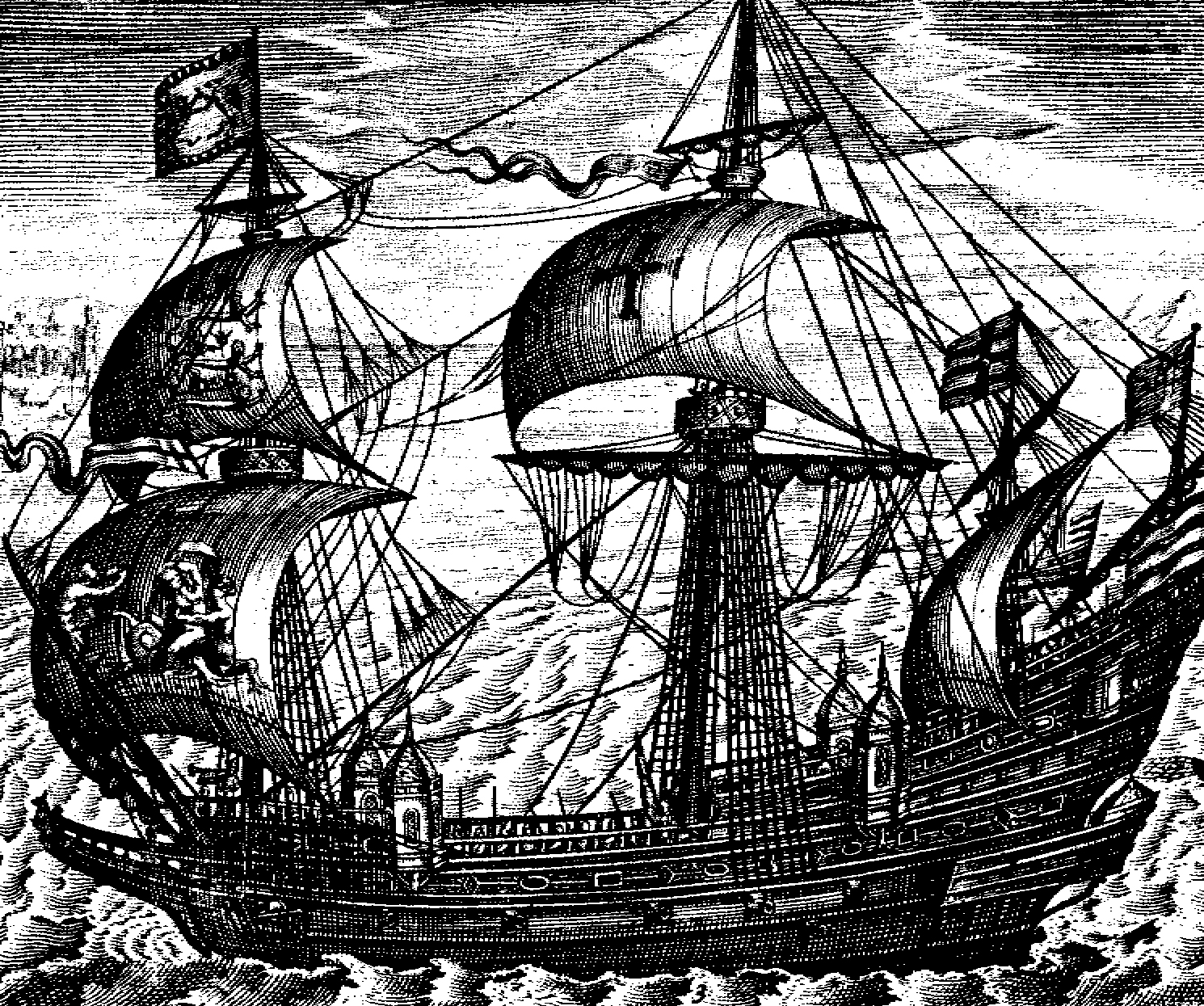
Il galeone Ark Royal - incisione di Claes Jansz Visscher.

Il galeone da corsa era un tipo di nave da guerra costruita in Inghilterra dal 1570 fino al 1590 circa. Si trattava di un veliero tipo galeone appositamente progettato per la guerra di corsa, più leggero, manovrabile e veloce del galeone "standard".

## Descrizione
Le navi costruite per Elisabetta I d'Inghilterra da Sir John Hawkins e dai costruttori navali Richard Chapman, Peter Pett e Mathew Baker dal 1570 erano galeoni di classe particolare, definiti in lingua inglese: race-built galleon. Navi appositamente progettate e costruite con un design specifico volto a superare il modello del galeone classico per facilitare le operazioni dei corsari della Regina, i c.d. "Sea Dogs" di cui lo stesso Hawkins faceva parte.
Le particolarità del galeone da corsa erano:
- scafo impostato su di un canone a formula 4: 2: 1, ovvero con lunghezza della nave quadrupla della sua larghezza e quest'ultima doppia della sua altezza, con conseguente ribassamento del cassero e generale assenza di un impianto architettonico massiccio a prua;
- basso pescaggio;
- superficie velica molto estesa;
- ponte inferiore esteso per tutta la lunghezza della nave, in grado di reggere il peso di un alto numero di cannoni di grosso calibro.

I loro costruttori descrissero queste navi come aventi "la testa di un merluzzo e la coda di uno sgombro".

## Storia
Nel 1570, il corsaro John Hawkins iniziò una collaborazione con il maestro-carpentiere Richard Chapman per costruire/ricostruire navi da guerra presso il cantiere navale di Deptford.

Il prototipo della classe dei "galeoni da corsa" fu la Foresight (stazza 295 t), varata nel 1570 e costruita proprio da Chapman cui fece seguito la ristrutturazione delle due galeazze Bull e Tiger come galeoni da corsa, seppur di stazza notevolmente inferiore. Nel 1573 fu varata la Dreadnought (costruita da Matthew Baker) da 360 t e alla Swiftsure (costruito da Peter Pett) 350 t. Nel 1577 fu varata la famosa Golden Hind da 305 t e 22 cannoni usata da Francis Drake per circumnavigare il globo e furono costruite sia la possente Revenge da 464 t e 46 cannoni sia lo Scout di sole 132 t.
Con la nomina di Hawkins a tesoriere della Marina nel 1577, altre navi di questa classe vennero prodotte, prestando poi servizio tutte insieme nella battaglia contro l'Invincibile Armata. L'ammiraglia inglese allo scontro con l'Armada, la Ark Royal di Charles Howard, la più grande nave della flotta elisabettiana, era un galeone costruito da Chapman.